# Ula auritarsis
Ula (Ula) auritarsis là một loài ruồi trong họ Pediciidae. Chúng phân bố ở vùng Indomalaya.